# Мит
Вижте пояснителната страница за други значения на Мит.
Мит е предавана словесно смислова структура. Думата е общоупотребима, но в течение на вековете влаганото в нея съдържание търпи промени. В съвременната култура „мит“ най-общо се използва за разказ, който има основополагаща и легитимираща роля. Определянето на някое твърдение като 'мит' има критична конотация, като предава въздържане или несъгласие относно неговата истинност. Най-често терминът се употребява за народно предание, легенда или разказ за свръхестествени същества и действия, в които са предадени спомените за случки и събития от историята на даден народ.
Митовете съществуват като относително устойчиви повествования в рамките на дадена общност. Те изпълняват своите функции като препращат един към друг, образувайки митология. В древността е бил форма за опознаване и обяснение на света. Древногръцките, древноегипетските и други източни митове оказват силно влияние върху развитието на световната култура. Често митовете са в основата на религиозни и теологични учения и теории. Митът е пряко свързан с религията.
Митът е синкретично изкуство, зародило се около 3000 г. пр. Хр. Предаването, разказването на митовете ставало само на просветените – на мъже навършили определена възраст. Митът е бил съвкупност от изкусни действия – пеене, танци, рисуване, устно слово, докато сега е в поетична форма.
В съвременния език думата мит е придобила една забележителна двоичност: мит може да притежава както и значението на „измислица“ или „плод на въображението“, така и коренно противоположното значение на „достоверен“ или „свещен разказ“. За да се разбере това противоречие възможно най-добре, е цитиран един пасаж от първа глава на „Мит и реалност“ на основателя на науката сравнителна религия Мирча Елиаде:
| „ | Най-малко от петдесет години насам западните учени започнаха да подхождат по съвсем различен начин към изучаването на мита в сравнение с колегите си от деветнадесети век например. За разлика от своите предшественици, които са разглеждали мита в обичайното значение на думата, т.е. като „басня“, „измислица“, „плод на въображението“, те го възприемаха така, както е бил разбиран в архаичните общества, в които положението е точно обратното: „мит“ означава „достоверен разказ“ и дори разказ, който е най-скъпоценно притежание поради това, че е свещен, образцов, значим. Тази нова семантична ценност, придавана на термина „мит“, прави донякъде двусмислена употребата му в съвременния говорим език. Т.е. днес думата се използва и в значението на „измислица“ или „измама“, и в това познато най-вече на етнолозите, социолозите и историците на религията значение „свещено предание, първично откровение, образцов модел. | “ |

Всеизвестно е, че след Ксенофан (ок. 565 – 470 г. пр.н.е.), който пръв критикува и отхвърля „митологическите“ изрази на божествеността, използвани от Омир и Хезиод, гърците са продължили неотклонно да отстраняват от mythos всяка ценност от религиозно метафизическо естество. Противопоставен на logos, а след това и на historia, накрая mythos започва да означава „това, което не може да съществува в действителност“. Юдео-християнството, от своя страна, е обявило за „лъжа“ и „измама“ всичко, което не е намирало оправдание или не е било узаконено от двата Завета.